# 김광수 (1903년)
김광수(金光洙, 1903년~?)는 조선민주주의인민공화국의 정치인이다.

## 생애
일제강점기에 정우회 집해위원, 조선공산당 경기도당 조직부장 등을 지내며 사회주의 운동을 전개했다. 광복 이후에는 서울시인민위원회 위원장, 민주주의민족전선 중앙위원, 남조선노동당 총무부장 등을 지내다가 1948년에 월북하여 조선민주주의인민공화국의 최고인민회의 대의원, 상업성 부상을 지냈으나, 종파사건에 연루되어 김일성에 의해 숙청되었다.